# Ривера, Херальдо
Херальдо Ривера (англ. Geraldo Rivera, /ˌhɜːrˈɔːldoʊ ˌrɪˈvɛrə/; род. 4 июля 1943 года) — американский адвокат, журналист, писатель, репортёр и телеведущий. Ривера ведёт тележурнал Geraldo at Large на Fox News Channel, а также известен как ведущий ток-шоу Geraldo с 1987 по 1998 год, за которое четырежды номинировался на «Эмми».

## Ранние годы
Джеральд Майкл Ривера родился в медицинском центре Бет-Изрейел в Нью-Йорке. Отец — Круз «Аллен» Ривера (1915—1987), работник ресторана и таксист; мать — Лилиан Ривера (Фридман), официантка Отец Риверы был пуэрто-риканским католиком, мать — ашкенази русского происхождения. Джеральд воспитывался в еврейских традициях. Он рос в Бруклине и Уэст-Бабилоне, учился в одноименной школе. Кроме него в семье было четверо детей: Вилфредо, Шэрон, Ирен и Крейг.
Ривера закончил Аризонский университет, где играл в лякросс в качестве вратаря. С сентября 1961 года по май 1963 он учился в Морском колледже Университета штата Нью-Йорк, где входил в команду по гребле. В Бруклинской юридической школе (англ. Brooklyn Law School) Ривера получил степень доктора права в 1969 году, после чего продолжил образование в Пенсильванском университете Является членом братства Tau Delta Phi.

## Начало карьеры
После недолгой службы в Департаменте полиции Нью-Йорка в качестве следователя, Ривера вступил в Национальную гильдию адвокатов (англ. National Lawyers Guild). Он часто предоставлял свои услуги группе пуэрто-риканских активистов Young Lords, что привлекло к нему внимание Эла Праймо, директора новостных программ WABC-TV. В 1969 году Ривера дал интервью по поводу группы, занявшей церковь в Восточном Гарлеме, после чего Праймо предложил ему работу в качестве репортёра. Однако Праймо не понравилось сочетание английского имени и испанской фамилии, поэтому он предложил изменить имя на Херальдо, в соответствии с пуэрто-риканским вариантом произношения имени.

## Карьера на телевидении
Ривера вошёл в штат WABC-TV в 1970 году в качестве репортёра Eyewitness News. В 1972 году он обрёл национальную известность и выиграл Премию Пибоди за репортаж о пренебрежительном и жестоком обращении с умственно отсталыми пациентами в Уиллоубрукской государственной школе на Статен-Айленд. Репортёр начинает появляться в программах ABC 20/20 и Nightline. Джон Леннон, увидев репортаж Риверы из Уиллоубрука, предложил провести благотворительный концерт, получивший название One to One (вышел 1986 в виде альбома Live in New York City). 8 декабря 1980 года Ривера в новостях Nightline сообщил об убийстве Джона Леннона. В 2007 году Ривера появился в фильме The U.S. vs. John Lennon, снятом о жизни музыканта и Йоко Оно в Нью-Йорке.
В 1970-е годы Ривера становится ведущим передачи ABC Good Night America. В 1975 году в рамках передачи, в которой участвовали Дик Грегори и Роберт Дж. Гроден, впервые на национальном телевидении был продемонстрирован «Фильм Запрудера», запечатлевший убийство Джона Кеннеди.
С 1975 по 1977 годы Ривера работал корреспондентом для программы ABC Good Morning America. Он готовил для передачи специальные репортажи.
Когда в 1977 году скончался Элвис Пресли, некоторые средства массовой информации ошибочно назвали причиной смерти сердечный приступ. Ривера провёл собственное расследование и установил, что в соответствии со списком выписанных Пресли лекарств, тот умер от одновременного приёма нескольких препаратов. Это заключение привело к тому, что медицинские службы Теннеси впоследствии отозвали лицензию доктора Джорджа К. Никопулуса за неправильное назначение лекарств.
В октябре 1985 года Руни Арледж отказался выпустить в эфир шоу 20/20 репортаж Сильвии Чейз, посвящённый отношениям между Мэрилин Монро и Джоном и Робертом Кеннеди. Ривера подверг Арледжа публичной критике, обвинив в предвзятости: Арледж состоял в дружеских отношениях с кланом Кеннеди (в частности, Пьер Селлинджер, бывший помощник Кеннеди, в тот момент работал на ABC News). В результате Ривера был уволен. Сильвия Чейз ушла сама, но через много лет вернулась на ABC News. Однако спорный репортаж в эфире так и не появился.
В апреле 1986 года Ривера подготовил специальный репортаж The Mystery of Al Capone's Vault, в прямом эфире проводя раскопки места, которое, по имевшимся у него сведениям, было тайником Аля Капоне. В полной уверенности, что его ждёт обнаружение ценностей, Ривера несколько часов освещал ход работ, однако его добычей стали лишь несколько разбитых бутылок. Ривера взял один из осколков и с воодушевлением заявил, что когда-то в бутылке находилась бутлегерская самогонка.

## Ток-шоу
В 1987 году Ривера начал выступать в рамках дневного ток-шоу Geraldo, которое выходило в эфир в течение 11 лет. В качестве гостей на передачу приглашали странные личности, ему была свойственна театральность, в результате журнал Newsweek и два сенатора США охарактеризовали его как «мусорное телевидение». Например, одна из ранних передач была озаглавлена «Человек в кружевных трусиках и женщины, которые их любят». В 1988 году, во время другого шоу, Ривера получил перелом носа в случившейся драке между участниками: белым расистом, антирасистским скинхедом, чернокожим активистом и евреем. Постоянным гостем шоу была Ла Тойя Джексон, рассказывавшая о скандалах в своей семье.
В 1988 году Ривера выдал в эфир несколько специальных репортажей, посвящённых эпидемии сатанинских ритуалов. Он утверждал, что в США более миллиона сатанистов, и большинство из них хорошо организованы и глубоко законспирированы; в малых и крупных городах Америки сатанисты привлекли внимание ФБР и полиции убийствами, распространением детской порнографии и сексуальными преступления против несовершеннолетних. Эту позицию разделяют не все: по более достоверным данным к сатанинским культам принадлежит около 20 000 человек; утверждения Риверы о преступной деятельности сатанистов остались без подтверждения.
В 1994 году Ривера создал новое шоу — Rivera Live, вечернюю дискуссионную передачу на CNBC. Одновременно он продолжал вести Geraldo. Новое шоу нашло отражение в сериале «Сайнфелд»: Ривера выступил в качестве комментатора долгого судебного разбирательства в заключительной серии. 20 мая 1994 года Ривера участвовал в американском варианте телеигры «Цена удачи».
Ривера предпринял попытку превратить своё первое шоу из «мусорной» в более серьёзную передачу и изменил название с Geraldo на The Geraldo Rivera Show. Однако к этому времени популярность программы упала, и в 1998 году она была закрыта. В 1997 году Ривера заключил шестилетний контракт с NBC стоимостью $30 миллионов. В 1998 и 1999 годах он подробно освещал попытку импичмента президента Билла Клинтона.

## Fox News
После атаки террористов 11 сентября 2001 года Херальдо Ривера в ноябре 2001 года перешёл на работу на Fox News Channel в качестве военного корреспондента. Взяв с собой брата Крейга в качестве оператора, он отправился в Афганистан.
В 2001 году, во время войны в Афганистане, Ривера подвергся насмешкам за репортаж «с места дружественного огня», хотя, как выяснилось позднее, он находился в 500 км от этого места. Ривера назвал это несущественным расхождением.
Ещё большей критике Ривера подвергся в 2003 году, когда вместе со 101-й воздушно-десантной дивизией США отправился в Ирак. Во время репортажа для Fox News журналист начал рассказывать подробности предстоящей операции и даже нарисовал на песке план действий. Командование немедленно выступило с резким осуждением, заявив, что операция была поставлена под угрозу. Ривера был близок к потере аккредитации, но через два дня сообщил, что будет рассказывать о событиях в Ираке из Кувейта.
В 2005 году Ривера вступил в противостояние с The New York Times. Газета заявила, что журналист оттолкнул члена спасательной команды, чтобы оказаться в кадре рядом с женщиной в инвалидном кресле, якобы оказывая помощь жертве урагана Катрина. С экрана Ривера потребовал публичного опровержения, а также пригрозил судебным иском, если такового не последует.
В 2008 году Ривера выпустил книгу HisPanic: Why Americans Fear Hispanics in the U.S.. В 2012 году Ривера начал выпуск передач на различных радиостанциях.
В 2013 году Ривера планировал выступить в качестве кандидата от Республиканской партии на внеочередных выборах в Сенат США от штата Нью-Джерси, но в конце концов отказался от участия в выборах.

## Личная жизнь
Ривера был женат пять раз и стал отцом пятерых детей:
- Линда Кобленц (1965-69, развод)
- Эдит Воннегут (1971-75, развод)
- Шеррил Рэймонд (1976-84, развод)
сын Гэбриэль Мигель (род. 1979)[28][29]
- Синтия Крукшенк Дайер (1987—2000, развод)
дочь Изабелла Холмс (род. 1992)[30]
дочь Симона Крукшенк (род. 1994)
- Эрика Мишель Леви (с 2003)
дочь Солита Лилиана (род. 2005)[31][32]

Ривера также является отцом Круза Гранта (род. 1987), при этом имя матери не названо .
Ривера проживает в Эджуотере, штат Нью-Джерси. Ранее занимал особняк 1895 года в Мидлтауне.
Ривера — яхстмен, ему принадлежит яхта «Вояджер», на которой он несколько раз участвовал в гонке Марион—Бермуды.